# Рифабутин
Рифабути́н — напівсинтетичний антибіотик з групи рифампіцинових антибіотиків широкого спектру дії, для перорального застосування. Рифабутин уперше синтезований італійською компанією «Achifar», яка пізніше стала підрозділом компанії «Farmitalia Carlo Erba» корпорації «Montedison», у 1975 році та затверджений FDA у 1992 році.

## Фармакологічні властивості
Рифабутин — напівсинтетичний антибіотик з групи рифампіцинових антибіотиків широкого спектра дії. Препарат має бактерицидну дію, що зумовлена інгібуванням ДНК-залежної РНК-полімерази, а також пригнічує синтез ДНК в бактеріальних клітинах. До рифабутину чутливі Escherichia coli, Bacillus subtilis, Helicobacter pylori, частина стафілококів та нейсерії; а також туберкульозна паличка (у тому числі штами, які нечутливі до рифампіцину) та атипові мікобактерії. Найбільше клінічне значення має активність проти мікобактерій.

### Фармакокінетика
Рифабутин добре всмоктується з шлунково-кишкового тракту, біодоступність препарату складає 95-100 %. Максимальна концентрація в крові досягається протягом 2—4 годин. Рифабутин створює високі концентрації у більшості тканин та рідин організму, найвищі концентрації досягаються в легенях, жовчевому міхурі, стінці кишечнику. Препарат погано проходить через гематоенцефалічний бар'єр. Рифабутин проходить через плацентарний бар'єр та виділяється в грудне молоко. Препарат добре проходить всередину клітин, що пояснює його високу активність проти мікобактерій. Метаболізується рифабутин в печінці. Виводиться препарат з організму переважно з сечею у вигляді метаболітів, частково з калом і жовчю. Період напіввиведення препарату складає 35-40 годин, у хворих з печінковою або нирковою недостатністю цей час може збільшуватися.

## Показання до застосування
Рифабутин застосовують при легеневому туберкульозі, а також для профілактики та лікування туберкульозної інфекції, що спричинює Mycobacterium avium або інші атипові мікобактерії, у тому числі в хворих на ВІЛ-інфекцію. За неефективності схем ерадикації Helicobacter pylori І та ІІ ряду може застосовуватися в лікуванні виразкової хвороби.

## Побічна дія
При застосуванні рифабутину можливі наступні побічні ефекти:
- Алергійні реакції — найчастіше висипання на шкірі (до 11 % згідно з результатами клінічних досліджень), гарячка (до 2 % випадків)[6]; рідко свербіж шкіри, кропив'янка, бронхоспазм, анафілактичний шок.
- З боку травної системи — частіше (від 1 до 6 % згідно результатів клінічних досліджень) нудота, блювання, діарея, біль у животі, зміни смаку[6]; рідко жовтяниця, гепатит.
- З боку нервової системи та органів чуттів — частіше (1—3 %) головний біль, астенія, безсоння[6]; рідко увеїт, помутніння рогівки.
- З боку опорно-рухового апарату — частіше (1—2 %) артралгії, міалгії, біль у грудній клітці.[6]
- Зміни в лабораторних аналізах — нечасто анемія, гемолітична анемія, лейкопенія, тромбоцитопенія, еозинофілія, підвищення активності амінотрансфераз у крові.

Серед інших побічних ефектів дуже часто (до 30 % згідно результатів клінічних досліджень) спостерігається зміна забарвлення сечі у помаранчевий або червоний колір.

## Протипоказання
Рифабутин протипоказаний при підвищеній чутливості до рифампіцинових антибіотиків, важкій печінковій та нирковій недостатності, при вагітності, годуванні грудьми та в дитячому віці.

## Форми випуску
Рифаміцин випускається у вигляді желатинових капсул по 0,15 г.